# Strmen
Strmen es una localidad de Croacia situada en el municipio de Sunja, condado de Sisak-Moslavina. Según el censo de 2011, tiene una población de 135 habitantes.